# Hypocnemis subflava
Hypocnemis subflava là một loài chim trong họ Thamnophilidae.